# Paweł Althamer
Pour les articles homonymes, voir Althamer.
Pawel Althamer est né à Varsovie, Pologne en 1967. En 2004, il a reçu le prix Vincent Van Gogh. Althamer fait partie du mouvement d'art conceptuel. Une de ses œuvres les plus connues est Path (2007), près de Münster, Allemagne. Les visiteurs de cette œuvre conceptuelle ont suivi un chemin d'un kilomètre dans la ville de Münster qui se terminait au milieu d'un champ.